# سیوین توگرسن
سیوین توگرسن (انگلیسی: Svein Thøgersen؛ زادهٔ ۲۳ june ۱۹۴۶ (۷۸ سال)) ورزشکار روئینگ اهل نروژ است.
وی در مسابقات کشوری و بین‌المللی در مجموع برندهٔ ۲ مدال نقره شده‌است.